# 71 Dywizjon Rakietowy Obrony Powietrznej
71 Dywizjon Rakietowy Obrony Powietrznej (71 dr OP) – samodzielny pododdział Wojska Polskiego.
Dywizjon  sformowany został w 1974 w Pobierowie, podlegał dowódcy 26 Brygady Rakietowej Obrony Powietrznej. Rozformowany w 2008.

## Historia
71 dr OP powołany został rozkazem Szefa Sztabu Generalnego Wojska Polskiego 4 października 1974 roku jako 71 Dywizjon Ogniowy OPK.
10 maja 1975 z transportu kolejowego na stacji Trzebiatów odebrano sprzęt bojowy dywizjonu PZR S-125 Newa. W październiku 1975 dywizjon przyjął swój pierwszy dyżur bojowy.
21 września 1976 na poligonie w Aszułuku, w ZSRR odbył pierwsze strzelanie bojowe, a kolejne w latach 1980 i 1989.
Następnie strzelania odbywają się już w Centrum Szkolenia Poligonowego w Ustce w latach 1995, 1999, 2002 i 2005.
W październiku 2001 71 dr OP i 41 dr OP został organizacyjnie podporządkowane dowódcy 78 pułku rakietowego OP w Mrzeżynie, a od listopada 2003 miejscem stałej dyslokacji dywizjonu było Mrzeżyno.
Zasadniczym sprzętem bojowym dywizjonu był przeciwlotniczy zestaw rakietowy małego zasięgu S-125 Newa-SC.
Na podstawie Rozkazu Dowódcy Sił Powietrznych nr Z-0117 z dnia 30 maja 2008, dywizjon został do końca roku 2008 rozformowany, a z dniem 1 stycznia 2009 włączony w struktury organizacyjne 78 pr OP jako 4 dywizjon ogniowy.

## Dowódcy dywizjonu
- 1974-1976 – mjr Jan Gołębiewski
- 1976-1986 – ppłk Jan Winiarski
- 1986-1987 – ppłk Leszek Borowski
- 1987-1998 – ppłk Lech Ziółkowski
- 1998-2008 – ppłk Mirosław Maczan